# Vratislav Mynář
Vratislav Mynář, né le 23 juin 1967 à Kyjov, est un homme politique tchèque, président du Parti des droits civiques – les Zemaniens (SPOZ) de 2010 à 2013. Il occupe la fonction de chancelier du président Miloš Zeman de 2013 à 2023.

## Biographie
Vratislav Mynář est diplômé en économie de la construction à l'université de technologie de Brno. À partir de 1992, il a une activité d'homme d'affaire et occupe des postes dans les organes statutaires de plusieurs entreprises. Avant son investiture en tant que chancelier, il avait été membre du conseil régional de Zlín et représentant de la commune d'Osvětimany.
Jusqu'aux élections présidentielles de 2013, Mynář n'est pas un politicien bien connu. Cela change après la campagne électorale gagnante de Miloš Zeman, dans laquelle il est souvent apparu aux côtés du futur président en tant que président du Parti des droits civiques – les Zemaniens (SPOZ). Miloš Zeman le nomme ensuite chancelier du château.
Sa fonction à ce poste est accompagné de nombreux scandales, de la non-obtention d'une habilitation de sécurité à l'achat suspect d'une villa à Prague.

## Polémiques
En tant que chancelier du château, Mynář avait besoin d'une habilitation de sécurité. Miloš Zeman l'a finalement forcé à en faire la demande, mais il a fallu un an à Mynář pour fournir au Bureau de la sécurité nationale (NBÚ) tous les documents nécessaires. En septembre 2015, il a été décidé qu'il n'avait pas obtenu de vérification des antécédents. Le président Zeman déclare alors qu'il ne remplacerait Mynář à son poste que lorsque le chancelier aura épuisé tous les recours.
Le chancelier a également dû expliquer l'achat suspect d'une villa à Prague. Il a payé 5,5 millions de couronnes pour la maison à la fin de 2014, bien que selon les courtiers, seul le terrain avait cette valeur et l'ensemble de la propriété aurait environ le double de la valeur marchande,.
Mynář a également été critiqué pour avoir refusé de publier ses déclarations de patrimoine.
En avril 2019, l'organisation Transparency International dépose une plainte pénale contre Mynár pour fraude présumée avec des subventions d'une valeur de 32 millions de couronnes pour la construction d'une pension à Osvětimany. Les bénéficiaires des subventions étaient une association fondée par Mynář et une société détenue par Mynář.
En 2021, l'Office européen de lutte antifraude (OLAF) lance une enquête sur une subvention de six millions de couronnes accordée à une société détenue par Vratislav Mynář. Les autorités tchèques avaient enquêté sur l'attribution de l'aide que l'entreprise de Mynář a reçue en 2011 pour la reconstruction d'une pension à Osvětimanech.